# L'Autre Campagne
L'Autre Campagne (La Otra Campaña en espagnol) est une initiative indépendante et en faveur de la participation populaire impulsée par l'Armée zapatiste de libération nationale (Ejército Zapatista de Liberación Nacional ou EZLN en espagnol) et le mouvement néo-zapatiste mexicain.  

## Prémices
Le Sous-commandant Marcos situe la naissance de l'autre campagne non en 2005, mais en 2001, lorsque les différents partis politiques mexicains (PRI, PAN et PRD) ont refusé les propositions de la COCOPA (Commission pour la concorde et la paix, créée par des politiciens mexicains).

## Naissance du processus
En juin 2005, l'EZLN lance une nouvelle initiative, la sixième déclaration de la Forêt Lacandonne, où elle appelle aussi bien les organisations politiques que les individus à s'organiser en un mouvement national afin de restructurer les relations sociales, de définir un programme national de lutte et de créer une nouvelle constitution politique qui régirait la « République mexicaine » en tenant compte de ce que seraient selon elle les demandes du peuple mexicain.
Entre le 5 août et le 18 septembre 2005, l'EZLN convoque des partis politiques de gauche, des organisations indigènes, des ONG, ainsi que tous ceux souscrivant à la sixième déclaration de la forêt Lacandone.
Les réunions précisent les enjeux de l'Autre Campagne, et ses conditions de fonctionnement.
Dans son message de clôture, le sous-commandant Marcos a précisé que l'EZLN voyait comme « urgente et primordiale » la solidarité, l'entraide et la protection entre tous ceux et celles qui forment l'Autre Campagne.
« la première chose [...] est de protéger tous ses membres [...] par tous les moyens civils et non violents que nous avons ». [réf. nécessaire]
Puis il a fait un décompte des organisations et groupes présents pour affirmer le caractère minoritaire de l'EZLN, et la possibilité ouverte à chacun de prendre part à la Otra, et a conclu par :
« Camarades, l'Autre Campagne n'est déjà plus à nous ; je veux dire par là qu'elle n'appartiens plus à nous seuls […] En tant qu'Armée zapatiste de libération nationale c'est un honneur de les avoir comme camarades.[…] Ce sont vous, les hommes, femmes, autres, enfants et personnes âgées, qui faites partie du meilleur qu'a ce pays. J'espère que nous continuerons à avancer ensemble longtemps. »
— Sous-commandant Marcos, 

## L'Autre Campagne en marche à travers le Mexique

### Départ
Le 20 novembre, l'EZLN annonce publiquement la dissolution du Front zapatiste de libération nationale (FZLN), fondé à la suite de la quatrième déclaration de la Lacandone, et annonce le début d'une nouvelle étape zapatiste civile. Cette organisation sera donc politique, zapatiste, civile, non violente, anticapitaliste et de gauche, ne luttera pas pour le pouvoir et s'emploiera à inventer une nouvelle façon de faire de la politique. Elle naît directement de la sixième commission de l'EZLN, au sein de laquelle Marcos occupe le poste de « délégué zéro ».
Ainsi le 1er janvier 2006 débute le périple du « délégué zéro » qui visite les 31 États et le District fédéral et rencontre des communautés de Mexicains immigrés aux États-Unis. Marcos cible son principal ennemi  à San Cristóbal de las Casas « Le grand pouvoir de l'argent au Mexique a signé ce qu'on pourrait identifier comme la contre-déclaration de la sixième commission et est communément connu sous le nom de Pacte de Chapultepec ».
Selon certains analystes comme Arturo Damm Arnal, ce pacte, impulsé par Carlos Slim Helú, première fortune mondiale selon le magazine Forbes et signé par nombre de dirigeants ainsi que par les candidats présidentiels du PAN, du PRI et du PVEM est « un bon exemple de la culture économique de la majorité des patrons, hommes politiques et intellectuels, une culture mercantiliste et interventionniste, en faveur des privilégiés et de la manipulation gouvernementale »[réf. nécessaire].
Cinq jours plus tard, le délégué zéro annonce le décès de la Commandante Ramona, personnage emblématique du mouvement zapatiste dont la participation fut capitale durant les « Dialogues de la Cathédrale » de mars 1994 et lors de la fondation du Congrès national indigène en octobre 1996. Le deuil à la suite de sa mort dure trois jours, puis du 9 au 13 janvier la tournée débute par l'État de Chiapas avant de se diriger vers le Quintana Roo, le Yucatán, Campeche, le Tabasco, Veracruz, Oaxaca et Puebla.
Lors de son passage par les États du sud et du centre du pays, « l'Autre Campagne » est témoin que la misère découverte lors de la « marche de la couleur de la Terre » s'est maintenue ou a augmenté au cours des six années de mandat d'un gouvernement (celui de Vicente Fox) que beaucoup croyaient être le premier d'un processus de transition démocratique.
De nombreux dialogues avec divers militants ont lieu, permettant échanges et débats.

### Rencontres nationales
Début février 2006, l'autre campagne et le collectif « Réseau de femmes défendant leurs droits » annoncent la création d'un espace virtuel pour ceux qu'ils appellent les « Autres travailleurs du sexe », dans le but de réaliser une rencontre nationale de travailleuses et travailleurs du sexe en lutte pour leurs droits.
Lors de la Rencontre nationale pour une « autre communication, un autre art, une autre culture » à l'autre Tlaxcala, le délégué zéro déclare qu'« Au 15 février […] la sixième déclaration et l'Autre a touché mille trente-six organisations politiques, indigènes, sociales, non-gouvernementales, groupes et collectifs adhérents, tous d'en bas et à gauche. Sans autre bannière que leur voix, ni d'autres empreintes que celles que laissent leur pas dans tout le pays » [réf. nécessaire].
De même, Marcos propose une mobilisation nationale pour la libération des prisonniers politiques et la suspension des mandats d'arrêt contre les militants du mouvement social : « je doute que quelqu'un puisse se dire de gauche et ne pas dire que les prisonniers politiques doivent être libérés »[réf. nécessaire].
Les rencontres avec les adhérents se poursuivent en Hidalgo, Aguascalientes et Jalisco, où l'Autre Campagne croise sur son chemin les ouvriers du Syndicat national révolutionnaire des travailleurs de la « Compagnie Hulera Euzkadi » après qu'ils ont mené une grève réussie de plus de mille jours. Puis, elle discute avec plusieurs intellectuels dont Adriana López Monjardín ou André Aubry. Le délégué zéro y distingue alors les « intellectuels d'en haut et les intellectuels du milieu » des « autres intellectuels qui ont l'humilité de reconnaître qu'ils sont en face de quelque chose de nouveau, s'y intègrent et se reconnaissent en elle.Par la même, ils reconnaissent l'indigène, l'ouvrier, le paysan, le jeune, la femme, l'enfant, la personne âgée, le professeur, l'étudiant, l'employé, l'homosexuel, lesbienne ou transsexuel, la ou le travailleur du sexe, le migrant, le petit commerçant, le chrétien de base, le travailleur de la rue, les autres, l'autre ».
Puis ils passent par les États de Colima, Nayarit, Michoacán, Morelos et Guerrero. Au Morelos, pays du révolutionnaire Emiliano Zapata de qui l'EZLN a pris le nom et suivi l'exemple, l'Autre Campagne suspend un événement symbolique important : la visite à la tombe de Zapata lui-même le jour de son anniversaire :
« Aujourd'hui [...] dans ce sud que les Nahuas et les Mayas appelaient « le côté gauche du soleil » et où pousse l'arbre aux épines rouges, nous nous rappelons l'arbre de vie, de lutte et de dignité que fut notre général Emiliano Zapata Salazar, et nous amenons le message [...] de lutte par en bas et par la gauche que l'on trouve dans le sud, du côté gauche du soleil, avec tous ceux qui luttent pour un Mexique plus juste, plus libre et plus démocratique, c'est-à-dire un Autre Mexique. Et nous disons cela car nous savons bien que, régulièrement, le sang du général Emiliano Zapata revient irriguer les veines des paysans du Morelos et de tous les hommes, femmes, enfants et personnes âgées du Morelos […] Aujourd'hui, l'Autre Campagne vient leur dire qu'il est nécessaire qu'Emiliano Zapata revienne parmi nous, qu'il est nécessaire que nous nous levions contre le riche et ses laquais, qu'il est nécessaire de reprendre de nos mains ce qui nous appartient : la terre, les usines, les commerces, les banques, la sante, l'éducation. Aujourd'hui nous devons continuer à lutter, mais non plus seuls, sinon unis tous et toutes ceux qui, en bas à gauche, forment l'arbre qui fera se lever le monde, mais cette fois-ci un Autre monde, le nôtre, l'Autre Campagne, notre arbre de vie. Depuis la Barranca de los Sauces à Cuernavaca, dans l'Autre Morelos, nous attendons pour affronter les mauvais gouvernement du PAN, et saluons notre général en chef Emiliano Zapata Salazar. »
— Sous-commandant Marcos, 

### Révolte d'Atenco: pause de l'autre campagne
Lorsque la police est accusée, entre autres violations des droits humains, d'avoir abusé sexuellement de dizaines de femmes, Marcos décrète l'alerte rouge (ce qui signifie entre autres la fermeture des caracoles zapatistes) et suspend l'autre campagne jusqu'en octobre. 
Le délégué zéro s'associe au Front des peuples défenseurs de la terre, et à quelques adhérents pour réitérer leur engagement d'être solidaires face à la menace de répression en mettant en acte leur devise « S'ils s'attaquent à l'un d'entre nous ils nous attaquent tous ».

### Reprise
Lors de son passage par le Guerrero, le délégué zéro visite, entre autres communautés, El Charco où eu lieu le massacre du 7 juin 1998 quand l'armée fédérale assassina onze personnes dans l'école Caritino Maldonado.[réf. nécessaire]
Dans l'État de Mexico, l'autre campagne organise des rencontres variées, puis visite la prison de Chiconautla, à Ecatepec de Morelos, où est incarcérée Gloria Arenas Agis« Colonel Aube » de « l'Armée révolutionnaire du peuple insurgé », demandant la libération de tous les prisonniers et prisonnières politiques du pays, ainsi que la lumière sur le sort des disparus pour raison politique. 
À Teotihuacan, elle se joint à la lutte contre la multinationale Wall-Mart, puis à San Salvador Atenco, Marcos évoque dans son discours la lutte du Front du peuple en défense de sa terre (FDPT) contre le projet du gouvernement de construire un nouvel aéroport pour l'agglomération de Mexico sur ses terres. Il en fait un exemple pour l'EZLN, et qualifie lui-même le FDPT de « septième régiment de cavalerie » parce que qu'importe « qu'un mouvement soit grand ou petit », c'est ici que sont « vos machettes qui apportent aide, joie et combativité aux gens qui souffrent ». [réf. nécessaire]
Ils arrivent alors à Mexico, où de nombreux groupes, organisations et collectifs les attendent avec un agenda comprenant [réf. nécessaire] des événements dans l'université autonome de Mexico, l'Institut polytechnique national, l'université autonome de Mexico (campus Xochimilco) et l'Université nationale autonome du Mexique, mais aussi la participation à la Première rencontre nationale ouvrière, aux manifestations de « l'Autre Premier mai » (qui rappelle l'existence des travailleurs mexicains à l'étranger), ou encore des réunions sectorielles avec des adhérents (enfants, femmes, travailleurs de la santé et artistes).

## Position face aux partis politiques
Depuis 2001, l'EZLN s'est distanciée des trois principaux partis politiques mexicains. Elle profite de l'autre campagne pour éviter que soit ambigüe sa position, et le fait que son projet de construction d'un pays nouveau ne passe pas par le soutien à tel ou tel candidat, mais bien par l'organisation directe. L'EZLN déclare que Andrés Manuel López Obrador est le miroir de l'ex-président Carlos Salinas de Gortari et que son double discours face au peuple manque de fondamentaux. Marcos s'est aussi exprimé à propos du PRI et de son candidat Roberto Madrazo, le qualifiant de « voleur honteux et criminel ». Il a dit à propos du président sortant Vicente Fox qu'il « avait donné au patronat tout l'argent reçu pour aider les victimes de l'ouragan Stan, pendant que les pauvres gens continuaient d'attendre ».
« Le processus électoral a commencé et quelqu'un va venir nous dire que si nous le soutenons il va tout résoudre. Nous sommes venu lui dire que nous n'allons résoudre absolument rien et que nous n'apportons pas des solutions, sinon des problèmes, et une invitation à nous rejoindre avec les camarades qui se rassemblent dans tout le pays pour construire un Mexique nouveau. »
— Sous-commandant Marcos, 

### Juillet 2000
Le 2 juillet 2000 est entré dans l'histoire du Mexique contemporain comme le jour où, après plus de 70 ans de gouvernements du PRI qualifié de dictature parfaite,, le PAN a été élu.
Mais la tension sociale reste élevée. À Oaxaca, des professeurs du Syndicat national des travailleurs de l'éducation manifestent le 5 mai pour la libération des prisonniers politiques arrêtés les 3 et 4 à Texcoco et Atenco et pour demander des revalorisations salariales des 70 000 professeurs. Le gouvernement réprime dans le sang ces révoltes.
Les adhésions à l'Autre Campagne continuent [réf. nécessaire]. Marcos propose alors de structurer l'Autre Campagne.
Ainsi, le 2 juillet, pendant que 40 657 057 personnes se préparent à l'élection (900 373 Mexicains annulèrent ou virent leur vote annulé, et 29 583 051 s'abstinrent de voter), Marcos s'adresse à la nation en soutenant qu'« en haut, l'œuvre culturelle et l'artiste sont des choses qui se vendent et se répartissent, on promeut le mépris face à la différence, face à l'Indien, au Noir, au jeune, au gay, à la lesbienne, au travesti, au transsexuel... à celui qui dans son être même est différent » et que « les plus riches se sont enrichis par le vol, la fraude, l'exploitation, avec la complicité des gouvernants », par un système d'exploitation « qui nous impose une justice prostituée que celui qui a de l'argent peut acheter, et celui qui n'en a pas, non ».
Sur des soupçons de fraudes massives Felipe Calderónest élu. L'Autre Campagne, en arrêt depuis les évènements d'Atenco, continue de faire parler d'elle ; cette élection, les multiples accusations de fraude l'entourant, et le blocage du zocalo durant quelques semaines donnent une mauvaise image de la démocratie au Mexique. L'Union Européenne déclare même sa "grave préoccupation".

### Les piétons de l'histoire
Entre juillet et septembre, l'Autre Campagne se focalise sur la lutte pour la libération des prisonniers politiques d'Atenco, avec des actions aussi bien à l'intérieur qu'en dehors du Mexique[réf. nécessaire].
Dans un communiqué intitulé Les zapatistes et l'Autre : les piétons de l'histoire, Marcos explique dans un conte philosophique l'impossibilité de soutenir López Obrador. De même, il exprimait les limites et problèmes qui s'étaient manifestées à l'intérieur de l'Autre Campagne elle-même ainsi que son respect, d'une part pour le mouvement contre la fraude électorale lors de la présidentielle, et d'autre part pour ce qu'il appelait le « lopezobradorisme illustré », saluant enfin la lutte de l'APPO et des professeurs d'Oaxaca.
Le communiqué publié termine en reconnaissant que le visage, la parole et la voie de l'Autre Campagne étaient devenus plus diffus et rendant l'Autre Campagne moins précise. Il souligne le problème de la prise de position, personnelle ou de groupe, au nom de l'Autre Campagne, et, avant de conclure par une demande d'organisation interne de la structure, appelle :
« Nous pensons qu'à présent il est que ceux qui ne s'identifient pas dans les convictions majoritaires de l'Autre s'en aillent, et que restent ceux qui se reconnaissent dans cette figure collective que nous construirons. Nous croyons ainsi que l'heure des définitions qui restaient incertaines est arrivée […]. C'est-à-dire répondre, au nom de l'Autre, aux questions : qui sommes-nous ? comment voyons-nous le monde ? comment voyons-nous notre pays ? que voulons-nous faire ? et comment allons-nous le faire ? »
— sixième commission de l'EZLN, Les zapatistes et l'Autre : les piétons de l'histoire, 2006

## Deuxième phase de l'Autre Campagne
Au travers de plusieurs communiqués, l’EZLN annonce le démarrage d'une deuxième phase fin mars 2007. Elle prendra les formes de deux campements pour la paix en Basse-Californie et au Chiapas, de l’envoi d’une quinzaine de commandantes et commandants à travers les différentes régions du Mexique ainsi que d’"une campagne mondiale pour la défense des terres et des territoires indigènes et paysans, autonomes, du Chiapas, du Mexique et du monde".

## Critiques de l'Autre Campagne
Parmi les critiques les plus constructives, on notera Jan de Vos, directeur du Centre de recherche et d’études supérieures en anthropologie sociale du Sud-Est mexicain (CIESAS) qui note l'ambiguïté introduite par l'association du terme "de gauche" à cette campagne, excluant ainsi bon nombre de citoyen. 
Beaucoup ont craint que l'Autre Campagne affaiblissent la campagne présidentielle de Andrés Manuel López Obrador.

## Anecdotes
- Des intellectuels francophones ont utilisé l'expression pour sa connotation urgentiste et légitime[26].